# Arthritis psoriatica

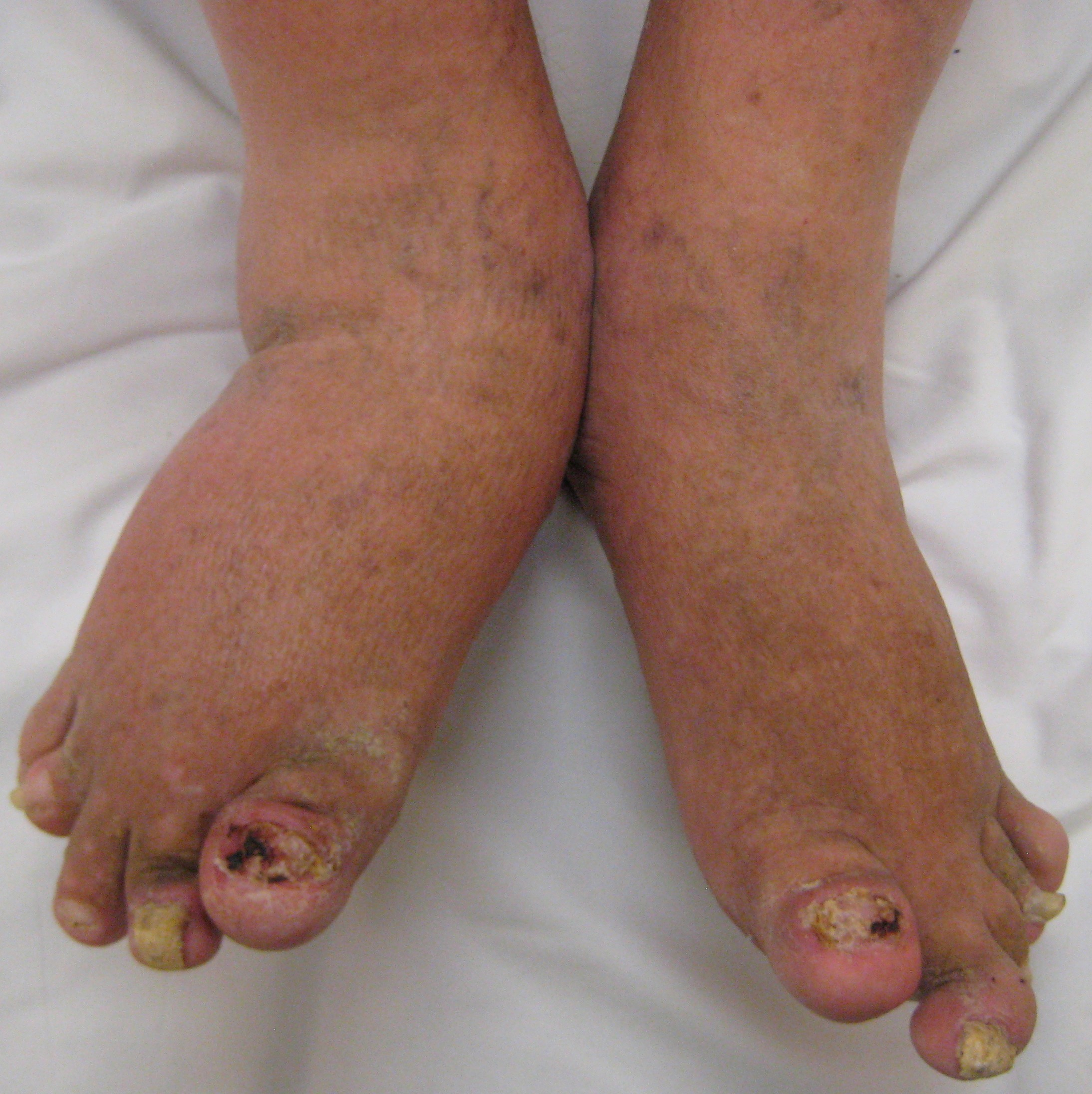
Arthritis psoriatica

Arthritis psoriatica is een gewrichtsontstekingsaandoening die gepaard gaat met de ziekte psoriasis. Arthritis psoriatica valt onder de seronegatieve spondylartropathieën. Met seronegatief wordt bedoeld dat er geen reumafactor in het bloed aanwezig is, zoals dat wel het geval is bij reumatoïde artritis. Arthritis psoriatica doet zich voor bij ongeveer 10 tot 30% van de psoriasispatiënten. De ziekte kan zich ook voordoen bij patiënten die niet eerder psoriasis hebben gehad. De gewrichtsklachten van arthritis psoriatica kunnen artritis zijn, maar ook een ontsteking van de peesaanhechting (enthesitis). Zowel de gewrichten van de ledematen zoals knieën, handen en voeten kunnen aangedaan zijn (de meerderheid van de patiënten) als de ruggengraat (de minderheid van de patiënten.)  Arthritis psoriatica lijkt vaak in de familie voor te komen; 80-85% van de patiënten draagt dan ook het HLA-B27-gen.

## Klinisch beeld
Psoriasis:
- Nagelproblemen (pitting nails, soms compleet verlies van de nagels)
- Jeuk en verschilferingen aan de huid (bijvoorbeeld de hoofdhuid)

Gewrichtsklachten:
- Gedurende langere tijd ochtendstijfheid
- Pijnlijke nek en rug
- Pijnlijkheid en ontstekingen van vooral de grote gewrichten (dit hoeft niet symmetrisch te zijn)
- Ontsteking van de achillespees
- Pijnlijke zwellingen aan tenen en vingers (worstenvingers en -tenen, dactylitis)

Overig:
- Overmatige vermoeidheid
- In sommige gevallen oogontsteking (uveïtis)

## Behandeling
De behandeling van arthritis psoriatica is dezelfde als die van reumatoïde artritis.